# 590-ті
Раннє Середньовіччя. Триває чума Юстиніана. У Східній Римській імперії  правив імператор Маврикій. Лангобарди частково окупували Італію і утворили в ній Лангобардське королівство. Франкське королівство розділене між правителями з роду Меровінгів.  Іберію  займає Вестготське королівство.  В Англії розпочався період гептархії. Авари та слов'яни утвердилися на Балканах.
Китай об'єднаний під правлінням династії Суй. Індія роздроблена. В Японії триває період Ямато. У Персії править династія Сассанідів. Степову зону Азії та Східної Європи контролює Тюркський каганат, розділений на Східний та Західний.
На території лісостепової України в VI столітті виділяють пеньківську й празьку археологічні культури. VI століття стало початком швидкого розселення слов'ян. У Північному Причорномор'ї співіснують різні кочові племена, зокрема кутригури, утигури, сармати, булгари, алани, авари, тюрки.

## Події
- Візантійська імперія допомогла перському шаху Хосрову II подолати узурпаторів і зберегти за собою трон. Як наслідок на кордоні Візантії й Персії встановився мир, і Візантія перекинула війська на Балкани, щоб дати відсіч аварам і слов'янам.
- Візантія офіційно визнала Ламбардське королівство й встановився мир в Італії.
- Франкські правителі з Меровінгів вели між собою боротьбу за землі й владу.
- Августин Кентерберійський із 40 ченцями прибув до Англії з наміром навернути її до християнства.
- В Японії вперше імператрицею стала жінка Суйко. Буддизм став офіційною релігією держави.